# Ферреро, Иван Осипович
Иван Осипович Ферреро (итал. Giovanni Ferrero; Савильяно, 1817 — 11 мая 1877, Санкт-Петербург) — итальянско-российский контрабасист. С 1862 года и до смерти — первый в истории российской музыкальной педагогики профессор контрабаса (в Санкт-Петербургской консерватории). Учеником Ферреро был Василий Жданов.

## Биография
Приехал в Россию в 1845 году, где дал сольный концерт в Санкт-Петербурге и был зачислен в оркестр императорских театров.
В декабре 1845 года, был назначен заведующим в придворную библиотеку. В 1862 году по приглашению Рубинштейна, занял пост профессора в Петербургской консерватории. Кроме того регулярно выступал как солист в Петербурге и Турине. Автор ряда музыкальных произведений, одно из которых «Andente и Полонез».